# Cresmatoneta mutinensis
Cresmatoneta mutinensis là một loài nhện trong họ Linyphiidae. Chúng được Canestrini miêu tả năm 1868.

## Phân loài
- Cresmatoneta mutinensis orientalis Embrik Strand, 1914